# إنريكو غاتي
إنريكو غاتي (بالإيطالية: Enrico Gatti)‏ هو معلم موسيقى وعازف كمان إيطالي، ولد في 4 يونيو 1955 في بيروجيا في إيطاليا.

## وصلات خارجية
- إنريكو غاتي على موقع ميوزك برينز (الإنجليزية)
- إنريكو غاتي على موقع أول ميوزيك (الإنجليزية)
- إنريكو غاتي على موقع ديسكوغز (الإنجليزية)